# アンゲリシンシンターゼ
アンゲリシンシンターゼ（angelicin synthase）は、次の化学反応を触媒する酸化還元酵素である。
(+)-コルンビアネチン + NADPH + H+ + O2 {\displaystyle \rightleftharpoons } アンゲリシン + NADP+ + アセトン + 2 H2O
この酵素の基質は(+)-コルンビアネチン、NADPH、H+とO2で、生成物はアンゲリシン、NADP+、アセトンとH2Oである。
組織名は(+)-columbianetin,NADPH:oxygen oxidoreductase で、別名にCYP71AJ4 (gene name)がある。